# Équipe de Tunisie de football en 1956
L'équipe de Tunisie de football n'a joué en 1956 contre aucune autre équipe nationale. Elle s'est contentée de deux matchs amicaux contre une sélection régionale de France et un club autrichien.

## Matchs
- 18 mars 1956 à Tunis ( Tunisie) :
  - Tunisie - Sélection Sud-Ouest ( France) 1-0 ; but de Ghariani
  - Formation : Zine el-Abidine Chennoufi, Sadok Dhaou (puis Mohieddine Zeghir), Azaiez Jaballah, Driss Messaoud, Hassen Tasco, Abdou Béji, Ali Hannachi « Haj Ali », Amedée Scorsone, Hédi Braïek, Noureddine Diwa, Khemais Ghariani
- 30 décembre 1956 à Tunis ( Tunisie) :
  - Tunisie - FC Admira Wacker Mödling ( Autriche) 4-1 ; 2 buts de Diwa et 2 buts de Braïek
  - Formation : Mohamed Bennour (puis Houcine El Bez), Youssef Sehili, Azaiez Jaballah, Mokhtar Ben Nacef, Mehrez Jelassi, Abdou Béji, Ali Hannachi « Haj Ali », Abderrahman Ben Ezzedine, Hédi Braïek, Noureddine Diwa (puis Khemais Ghariani), Hammadi Henia